# Vondelbeek (Brabantse beek)
De Vondelbeek is een beek in de Belgische provincies Vlaams-Brabant en Oost-Vlaanderen en is geklasseerd als waterloop van de eerste en de tweede categorie. Het is een beek uit het stroomgebied van de Dender, maar haar monding is verlegd naar de Schelde.

## Verloop
De Vondelbeek kent een mager ontstaan in Peizegem aan de Kouter, maar vindt haar voornaamste bronnen in de moerasgebieden van Broevink en Kemmeken (Opwijk). Deze waterloop vormt dan de grensscheiding tussen Opwijk en Merchtem, nadien Opwijk en Buggenhout, en voor een klein stukje Opwijk en Lebbeke. De beek stroomt dan westwaarts en noordwaarts door het centrum van Lebbeke, gaat dan weer westwaarts langs de grens Lebbeke - Sint-Gillis en langs de grens Denderbelle – Sint-Gillis en keert dan noordwaarts door Sint-Gillis en Dendermonde.
Hoewel de Vondelbeek van nature tot het Denderbekken behoort, mondt ze nu kunstmatig uit in de Schelde. Een watergemaal (pompstation) zorgt ervoor dat, wanneer de Vondelbeek niet gravitair in de Schelde kan lozen, het water kan worden overgepompt.

## Benaming
De bovenloop van de Vondelbeek wordt Brabantse Beek genoemd. De middenloop wordt Wiesbeek en soms Kerselarenbeek geheten en op een oude kaart kan je de naam Vlierbeek of Vliet voor de benedenloop van de Vondelbeek tegenkomen.
De naam Vondelbeek is afgeleid van "vondere" of "vondele", wat betekent "een smal los bruggetje over een beek".
De naam Brabantse beek wordt gegeven aan de Vondelbeek omdat het de grensscheiding vormde tussen het vroegere hertogdom Brabant (nu Merchtem en Buggenhout) en het graafschap Vlaanderen (nu Opwijk en Lebbeke).
In Buggenhout heet deze sloot Wiesbeek. “Wies” is een hydronymisch element dat we in vele beek- en riviernamen terugvinden; het is ouder dan het suffix “beek” dat er later bijgevoegd werd. Wiesbeek is dus een pleonasme, het betekent zoiets als “waterbeek”.

## De monding van de Vondelbeek
De Vondelbeek kwam vóór de 12de eeuw uit in de Dender iets ten oosten van wat nu het Rijksadministratief Centrum ’t Saske is.
Van de 12de tot de 14de eeuw werd de beek gebruikt om 2 parallelle wallen te helpen voeden. De oudste, binnenste wal heette Torengracht en de buitenste wal lag waar nu de Oude Vest is. Deze wallen dienden om Dendermonde, als vrije stad in Vlaanderen, te beschermen tegen het hertogdom Brabant.
Dendermonde groeide door de lakenproductie en in de 14de eeuw kreeg ze een nieuwe stadsgracht, waar nu de Leopoldlaan ligt. Deze gracht stond ook in verbinding met de Vondelbeek. De stadsgrachten werden verbouwd in de 16de, 18de en 19de eeuw en steeds mondde de Vondelbeek erin uit.
Rond het jaar 1970, toen de Vondelbeek nog door de stadswallen liep en in de Oude Dender uitmondde, zorgde de ze voor heel wat geurhinder. Ze werd toen ondergronds gebracht zodat ze in de Schelde kon uitmonden. De ondergrondse koker liep tussen de wallen en het zwembad.
In 2008 werd de Vondelbeek opnieuw in een open bedding gelegd, naast de spoorlijn Dendermonde-Lokeren, en werd er ook een wandelpad aangelegd. Enkel de overwelving onder het station en aan de Mechelse Poort bleef bestaan.

## Overstromingen
De Vondelbeek werd berucht want langs haar oevers veroorzaakte ze steeds terugkerende overstromingen. Na de aanleg van enkele wachtbekkens sinds eind jaren '90 van vorige eeuw, is de kans op overstromingen verminderd, maar niet verdwenen.
De Vondelbeek is twee keer verbonden met de Steenbeek. De Steenbeek loopt van Baardegem over Lebbeke en Wieze naar Denderbelle, waar ze in het Denderbellebroek in de Dender uitkomt. Overtollig water uit de Vondelbeek kan dus afgeleid worden naar het Denderbellebroek; en omgekeerd kan water uit Bellebroek afgeleid worden via de Vondelbeek naar de Schelde.

## Milieu
Hoewel de Vondelbeek binnen het stroomgebied van de Dender tot op heden een van de slechtste is op het vlak van waterkwaliteit, zijn er langs haar oevers interessante stukjes groen te vinden:
- Broevink in Opwijk[7].
- Het wachtbekken aan het Eeksken in Opwijk, Buggenhout en Lebbeke.
- De wachtbekkens Fochel west en Fochel oost in Lebbeke.
- Het wachtbekken Dries in Denderbelle en Sint-Gillis.
- Kalendijk in Dendermonde.

## Trivia
- Vondelmolen, een fabrikant van peperkoek uit Lebbeke, is vernoemd naar de Vondelbeek.